# Фальшфейер

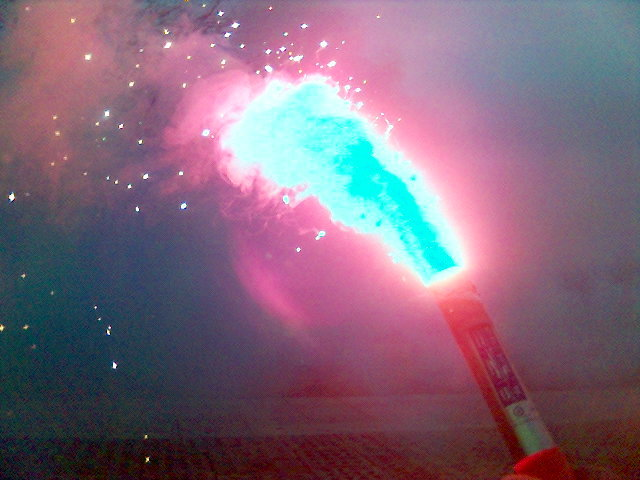
Фальшфейер красного цвета — сигнал бедствия на море, ППСС

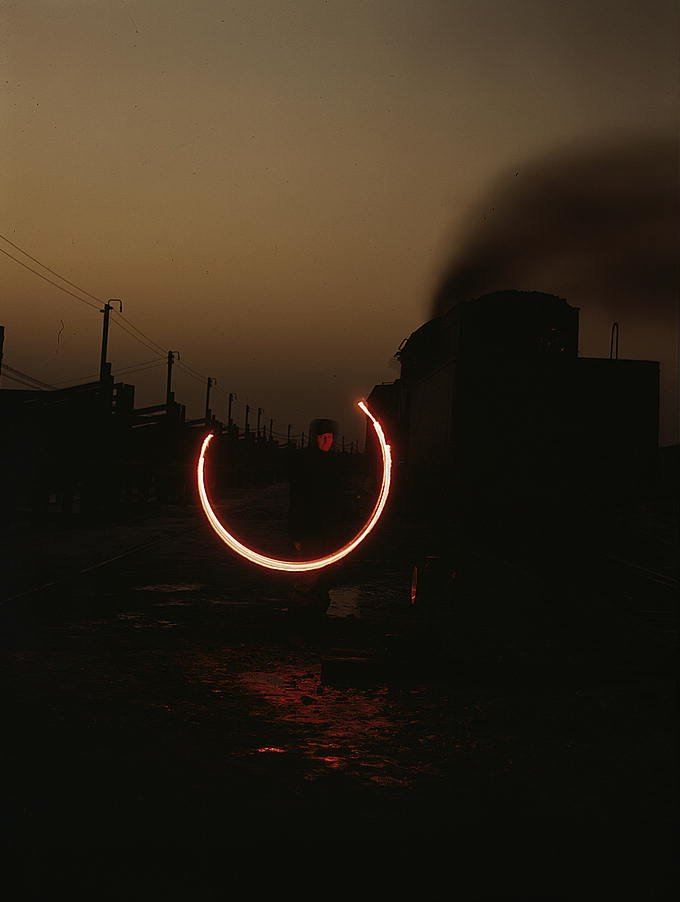
Сигнал «стоп», подаваемый фальшфейером

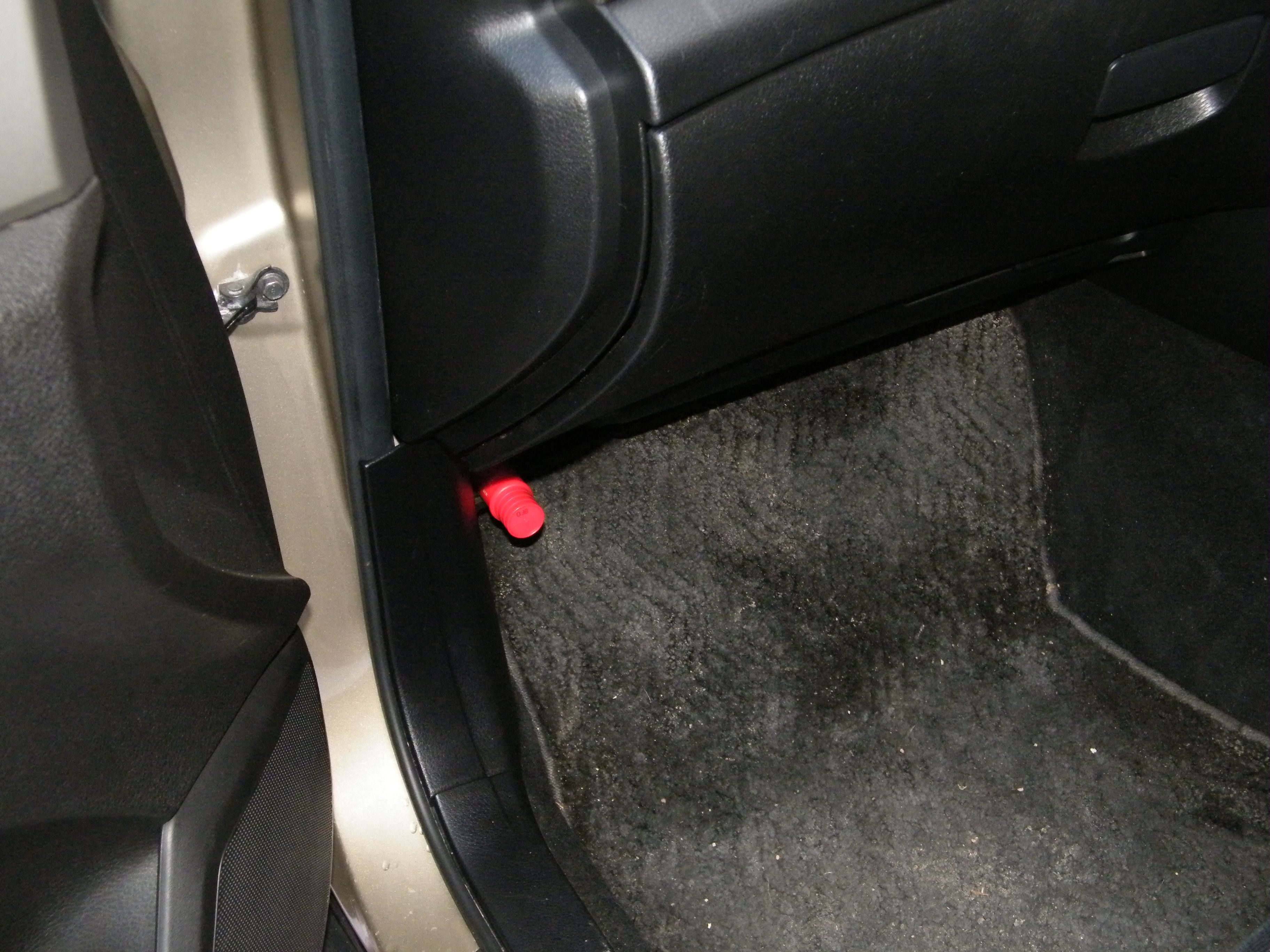
Фальшфейер в праворульном японском автомобиле

Фальшфе́йер (от нем. falsch «фальшивый» + Feuer «огонь») — пиротехнический сигнальный огонь в виде картонной или эбонитовой гильзы, наполненной сигнальным пиротехническим составом и оснащенной пиротехническим воспламенителем. Другие названия: факел-свечка, аварийная свечка, вспышка, свеча бедствия, сигнальная шашка.

## Описание
Пиротехнический состав при поджигании даёт яркое пламя красного или белого цвета и громкий шипящий звук. Фальшфейер снабжается рукояткой, которая помогает удерживать его в руках или укреплять в заданном месте.
Фальшфейер используется для освещения местности и отдельных предметов или для подачи сигналов. В частности, на судах помимо задач освещения и сигнализации фальшфейер служит для извещения об аварии и для указания местонахождения. Фальшфейер красного цвета — сигнал о бедствии в море.
Наиболее похожее на фальшфейер пиротехническое устройство — контурная свеча, которая отличается от него намного меньшим размером и отсутствием ручки.
Сигнальный фальшфейер должен обладать водостойким корпусом и собственным запальным устройством. Зажигание обычно производится при рывке за шнур.
Другое распространенное применение фальшфейеров (на сленге файер, фаер от англ. fire или флаер от flare) наблюдается в среде футбольных фанатов. Используются на ярких представлениях на стадионе (на сленге перфоманс) и вне стадионов. В большинстве стран фальшфейер запрещён к подобному применению.

## Интересные факты
- Фальшфейеры иногда используются в качестве защиты от диких животных, в частности от медведей[3].
- В Японии каждый автомобиль обязательно укомплектован фальшфейером, крепление которого находится на стойке кузова возле левой ноги сидящего на переднем месте пассажира (в стране левостороннее движение, водитель сидит справа). Этот фальшфейер зажигается не выдёргиванием шнура, а «чёрканием» запальной головки о прилагаемую тёрку (приклеена к внешней стороне крышки). Горит не так ярко, как морской, но долго — 5 минут и более. Используется в качестве знака аварийной остановки в густом тумане.